# Püspökladány
Püspökladány je mesto na Madžarskem, ki upravno spada pod podregijo Püspökladányi Županije Hajdú-Bihar.